# Bonne nuit ma chérie
Bonne nuit ma chérie war der deutsche Beitrag zum Eurovision Song Contest 1960, der – trotz des französischen Titels – in deutscher Sprache von Wyn Hoop aufgeführt wurde.

## Entstehung und Inhalt
Bonne nuit ma chérie wurde von Franz Josef Breuer geschrieben, der Text stammt von Kurt Schwabach. Es handelt sich um ein Schlaflied, in dem der Protagonist der geliebten Person versichert, dass er sie immer begleiten und nicht vergessen werde.

## Veröffentlichung und Rezeption
Die Single erschien im Mai 1960 bei Decca Records und beinhaltet das Stück Ich wußte gar nicht, daß das so schön sein kann als B-Seite. In Deutschland erreichte Bonne nuit ma chérie Rang 44 in den Singlecharts und platzierte sich insgesamt einen Monat in den Charts. Die Single wurde zum ersten von zwei Charthits für Hoop in Deutschland. Die Nachfolgesingle Mama will dich sehn erreichte ebenfalls die deutschen Charts (Platz: 28; Verweildauer: zwei Monate).

## Grand Prix
Das Lied wurde am Abend des Grand Prix an elfter Stelle aufgeführt (nach Rudi Carrell aus den Niederlanden mit Wat een geluk und vor Renato Rascel aus Italien mit Romantica). Dirigent war der Komponist Franz Josef Breuer selbst. Am Ende der Abstimmung hatte das Lied elf Punkte erhalten und belegte den vierten Platz von 13 Teilnehmern.